# Кејуга Хајтс (Њујорк)
Кејуга Хајтс (енгл. Cayuga Heights) град је у америчкој савезној држави Њујорк.

## Демографија
По попису из 2010. године број становника је 3.729, што је 456 (13,9%) становника више него 2000. године.
| Група             | 2000.         | 2010.         |
| Белци             | 2.725 (83,3%) | 2.840 (76,2%) |
| Афроамериканци    | 61 (1,9%)     | 78 (2,1%)     |
| Азијати           | 293 (9,0%)    | 550 (14,7%)   |
| Хиспаноамериканци | 117 (3,6%)    | 177 (4,7%)    |
| Укупно            | 3.273         | 3.729         |